# 太鲁阁薹草
太鲁阁薹草（学名：Carex purpureotincta）是莎草科薹草属的植物。分布在日本、台湾岛等地，多生在密林中下，目前尚未由人工引种栽培。